# Elecciones parlamentarias de Hungría de 1949
Las terceras y últimas elecciones de la Segunda República Húngara se llevaron a cabo el 15 de mayo de 1949. La única fuerza política participante fue un Frente popular que englobaba a todos los partidos políticos importantes del país. Para entonces, cualquier oposición organizada contra los comunistas había sido destruida, y los comunistas abandonaron toda pretensión de mantener una democracia liberal. El frente obtuvo el 97.11% de los votos, porcentaje que a partir de entonces obtendría en todas las elecciones unipartidistas hasta 1990. 71 de los diputados eran mujeres, bastantes en comparación con las anteriores elecciones, cuando solo hubo 22 candidatas electas. El 71% de los elegidos pertenecía al Partido de los Trabajadores Húngaros, y una proporción similar eran trabajadores o campesinos.
El 19 de agosto de ese mismo año, bajo el liderazgo de dicha coalición, el país adoptó una nueva constitución de corte socialista, que la convirtió en una democracia popular bajo influencia de Moscú, transformándose entonces en la República Popular de Hungría (en húngaro: Magyar Népköztársaság).

## Contexto
Desde el establecimiento de la Segunda República, a finales de 1945, los comunistas habían estado utilizando la táctica del salami para debilitar a la oposición poco a poco y asumir el control del país constitucionalmente. Finalmente, dieron el "golpe" final a la democracia republicana cuando forzaron al gobierno no comunista del Partido de los Pequeños Propietarios a cooperar en un gobierno de coalición o exiliarse del país, ocupado militarmente por la Unión Soviética. En ese momento, el líder comunista Mátyás Rákosi se había convertido en el hombre más poderoso del país.
En junio de 1948, los comunistas obligaron a los socialdemócratas a fusionarse con ellas para formar el Partido de los Trabajadores Húngaros. Sin embargo, los pocos que socialdemócratas de mentalidad independiente  que quedaban fueron expulsados rápidamente, dejando el partido esencialmente como un partido comunista ampliado. Más tarde, en junio, el presidente Zoltán Tildy, del Partido de los Pequeños Propietarios, fue sustituido por el comunista convertido y antiguo socialdemócrata Árpád Szakasits. En diciembre, el primer ministro Lajos Dinnyés fue reemplazado por su compañero István Dobi, quien no ocultó sus simpatías con los comunistas. El 1 de enero de 1949, Hungría se convirtió en miembro fundador del COMECON. El 6 de febrero, el cardenal József Mindszenty, el líder espiritual de los católicos de Hungría y un oponente principal del comunismo, fue condenado a cadena perpetua. El Frente Popular se formó en febrero. En el momento de su primer congreso en marzo, se hizo evidente que se trataba de utilizar la coalición como un medio para destruir en lugar de reunir a los principales partidos; muchos de los miembros más valientes de los partidos no comunistas ya habían sido forzados a renunciar en el verano de 1948, y los cuatro partidos restantes se habían convertido en socios leales de los comunistas.

## Resultados
| Partido                                                                                  | Votos     | %    | Escaños |
| ---------------------------------------------------------------------------------------- | --------- | ---- | ------- |
| Partido de los Trabajadores Húngaros                                                     | 5,478,515 | 97.1 | 285     |
| Partido Independiente Cívico de los Pequeños Propietarios y de los Trabajadores Agrarios | 5,478,515 | 97.1 | 62      |
| Partido Nacional Campesino                                                               | 5,478,515 | 97.1 | 39      |
| Partido Democrático Húngaro Independiente                                                | 5,478,515 | 97.1 | 10      |
| Partido Radical de Hungría                                                               | 5,478,515 | 97.1 | 4       |
| Independientes                                                                           | 5,478,515 | 97.1 | 2       |
| En contra                                                                                | 165,283   | 2.9  | –       |
| Votos en blanco/anualdos                                                                 | 86,721    | –    | –       |
| Total                                                                                    | 5,730,519 | 100  | 402     |
| Votantes registrados/participación                                                       | 6,053,972 | 94.7 | –       |
| Fuente: Nohlen & Stöver                                                                  |           |      |         |

## Consecuencias
Después de esta elección, Hungría fue declarada formalmente una democracia popular y socialista, bajo el nombre de "República Popular de Hungría". Las escuelas fueron nacionalizadas, la colectivización se puso en marcha, la burocracia fue purgada, la prensa independiente fue destruida, y se eliminaron los últimos restos de la empresa privada. Además, László Rajk, secretario general del ministro delantero y exterior de las personas independientes, que el día después de la elección fue el principal orador en una manifestación masiva en la que condenaron al líder yugoslavo Josip Broz Tito por "correr con los perros del imperialismo", alabó la "brillante estrategia" del "gran líder de la paz", Stalin, y el "liderazgo racional" de Rákosi (descrito como el mejor alumno húngaro de Stalin) también fue detenido dos semanas más tarde y ejecutado en octubre después de un simulacro de proceso.